# Aristaloe
Aristaloe, monotipski biljni rod sukulentnih biljaka iz porodice čepljezovki. Opisan je 2014. godine a u njega je iz roda Aloe izdvojena vrsta Aloe aristata, danas Aristaloe aristata. Po životnom obliku je sukulentni hemikriptofit.
Raste na jugu Afrike (Južnoafrička Republika i Lesoto), a uvezena je i u Francusku.

## Sinonimi
- Aloe aristata Haw.
- Aloe aristata var. leiophylla Baker
- Aloe ellenbergeri Guillaumin
- Aloe longiaristata Schult. & Schult.f.
- Tulista aristata (Haw.) G.D.Rowley